# I Love You (Ghali)
I Love You è un singolo del rapper italiano Ghali, pubblicato il 15 marzo 2019.

## Video musicale
Il videoclip, diretto da Tiziano Russo, è stato pubblicato il 18 marzo 2019 e girato presso il carcere Le Nuove di Torino.

## Tracce
1. I Love You – 2:57

## Successo commerciale
I Love You ha ottenuto un buon successo in Italia, raggiungendo la top 10 della Top Singoli. Al termine dell'anno è risultato essere il 64º brano più trasmesso dalle radio.

## Classifiche

### Classifiche settimanali
| Classifica (2019) | Posizione massima |
| ----------------- | ----------------- |
| Italia            | 10                |

### Classifiche di fine anno
| Classifica (2019) | Posizione |
| ----------------- | --------- |
| Italia            | 84        |